# Jean-Philippe Mateta
Jean-Philippe Mateta, né le 28 juin 1997 à Sevran en France, est un footballeur français qui évolue au poste d'avant-centre à Crystal Palace. 
Il obtient le titre de Champion de France de National en 2017 avec la Berrichonne de Châteauroux. Lors du mercato d'été 2018, il est transféré au 1. FSV Mayence 05 avant de rejoindre Crystal Palace en 2022. 
En 2024, avec l'équipe de France olympique, Jean-Philippe Mateta décroche la médaille d'argent aux Jeux olympiques de Paris.

## Biographie

### En club

#### Jeunesse
Son père, footballeur originaire de la République démocratique du Congo, arrive en France à l'âge de 23 ans.
Jeune, Mateta fréquente assidûment le city stade des « Trois tours »  du quartier Cité Basse de Sevran où il doit lutter pour s'imposer sur le terrain face à des adolescents plus âgés que lui. Il effectue sa formation de footballeur avec les clubs de l'Olympique de Sevran et du FC Sevran, dans les différentes catégories de jeunes (débutant, poussins et benjamins). Il joue ensuite au sein de la Jeanne d'Arc de Drancy, avec les moins de 15 ans puis avec les moins de 17 ans, sans intégrer alors de centre de formation d'un club professionnel. 
Son entraîneur à Sevran Tama Dramé vante son sang-froid : « Je me rappelle d’un match à Villepinte dans un derby, il avait 10 ans. Il y avait égalité, et ce jour-là il y a un penalty à tirer à la dernière minute. D’habitude, ce n’était pas lui le tireur, mais Loïc, son cousin, qui était très fort lui aussi. Mais Jean-Philippe me dit qu’il veut tirer. Il prend le ballon et met tranquillement le penalty puis rigole ». Pour Saloum Coulibaly à Drancy, « Jean-Philippe est arrivé au club avec plusieurs joueurs de Sevran. A 15-16 ans, c’était déjà un attaquant très complet : il allait vite, avait un excellent jeu de tête, marquait dans à peu près toutes les positions. Le fait de ne pas avoir été pris par un grand centre de formation ne l’a pas affecté, au contraire, il s’est dit qu’il réussirait sans ça ».
Il rejoint ensuite l'équipe de La Berrichonne de Châteauroux, où il joue avec les moins de 19 ans, avant d'évoluer avec la réserve, en CFA2.

#### À Châteauroux
En janvier 2016, Jean-Philippe Mateta  signe son premier contrat professionnel, d'une durée de trois saisons, avec le club de Châteauroux. Il se révèle lors de la saison 2015-2016 avec 11 buts en 22 matchs de National.
Il réalise un excellent début de saison 2016-2017 avec 5 buts en 5 matchs, dont un triplé au deuxième tour de la Coupe de la Ligue sur la pelouse du Havre AC. Il tape ainsi dans l’œil de plusieurs clubs dont Tottenham, Montpellier, Rennes et l'Olympique lyonnais. Souhaitant à tout prix rejoindre l'Olympique lyonnais, le joueur engage un bras de fer avec son club, et refuse de s'entraîner.

#### À l'Olympique lyonnais
Le 15 septembre 2016, Jean-Philippe Mateta s'engage avec l'Olympique lyonnais pour une durée de cinq ans, pour un montant de 2 millions d'euros (dont 3 millions de bonus éventuels, et 20 % d'une future plus value à la revente). Le joueur arrive deux semaines après la clôture du mercato, comme "joker médical", afin de pallier les blessures d'Alexandre Lacazette et de Nabil Fekir.
Il dispute son premier match en Ligue 1 le 21 septembre 2016, lors d'une large victoire 5-1 contre Montpellier.

#### Prêt au Havre
En juillet 2017, en manque de temps de jeu à Lyon (seulement 86 minutes de jeu en Ligue 1), Mateta se voit prêté sans option d'achat au Havre AC, club de Ligue 2. 
En Ligue 2, il réalise une très bonne saison, inscrivant 17 buts en championnat, et se classant deuxième meilleur buteur, à égalité avec Rachid Alioui (Nîmes Olympique) . Il inscrit trois doublés lors de cette saison, tout d'abord sur la pelouse du FC Sochaux en février, puis face à l'AS Nancy-Lorraine en avril, et enfin face au Tours FC lors de la dernière journée de championnat.

#### À Mayence
Le 28 juin 2018, il s'engage avec le 1. FSV Mayence 05, contre 8 millions (plus 2 en cas d'éventuelle revente). L'attaquant français devient ainsi la recrue la plus chère de l'histoire du club.

#### Crystal Palace
Le 31 janvier 2022, il s'engage définitivement avec Crystal Palace, chez qui il était prêté par le 1. FSV Mayence 05 depuis 2021.
Mateta s'impose en particulier dans le club londonien à l'occasion d'une deuxième partie de saison 2023-2024, où sous la direction du nouvel entraineur Oliver Glasner il inscrit 13 buts sur les 16 derniers matchs de la saison et est désigné meilleur joueur de la saison de son équipe.

### En équipe nationale
Avec l'équipe de France des moins de 19 ans, il participe au Tournoi de Toulon 2017. Lors de cette compétition, il joue trois matchs, inscrivant un but contre l'équipe de Bahreïn.
Le 3 juin 2024, Thierry Henry le sélectionne dans une pré-liste de 25 joueurs afin de disputer les Jeux olympiques 2024 à Paris avant de le convoquer dans la liste définitive des 18 joueurs le 8 juillet. Le 30 juillet, il s'offre son premier but aux JO lors du dernier match de poules opposant la France à la Nouvelle-Zélande. Le 2 août, lors du 1/4 de finale face à l'Argentine il inscrit l'unique but de la rencontre en marquant de la tête sur un corner de Michael Olise. Les Bleus se qualifient ainsi pour le dernier carré du tournoi.

## Statistiques détaillées
| Saison                | Club                  | Championnat           | Championnat | Championnat | Championnat | Coupe nationale | Coupe nationale | Coupe nationale | Coupe de la Ligue | Coupe de la Ligue | Coupe de la Ligue | Supercoupe | Supercoupe | Supercoupe | Compétition(s) continentale(s) | Compétition(s) continentale(s) | Compétition(s) continentale(s) | Compétition(s) continentale(s) | Total | Total | Total |
| Saison                | Club                  | Division              | M.          | B.          | P.d.        | M.              | B.              | P.d.            | M.                | B.                | P.d.              | M.         | B.         | P.d.       | Comp.                          | M.                             | B.                             | P.d.                           | M.    | B.    | P.d.  |
| 2015-2016             | LB Châteauroux        | National              | 22          | 11          | 3           | -               | -               | -               | -                 | -                 | -                 | -          | -          | -          | -                              | -                              | -                              | -                              | 22    | 11    | 3     |
| 2016-2017             | LB Châteauroux        | National              | 4           | 2           | 0           | -               | -               | -               | 1                 | 3                 | 0                 | -          | -          | -          | -                              | -                              | -                              | -                              | 5     | 5     | 0     |
| Sous-total            | Sous-total            | Sous-total            | 26          | 13          | 3           | -               | -               | -               | 1                 | 3                 | 0                 | -          | -          | -          | -                              | -                              | -                              | -                              | 27    | 16    | 3     |
| 2016-2017             | Olympique lyonnais    | Ligue 1               | 2           | 0           | 0           | 1               | 0               | 0               | -                 | -                 | -                 | -          | -          | -          | -                              | -                              | -                              | -                              | 3     | 0     | 0     |
| 2017-2018             | Le Havre AC (prêt)    | Ligue 2               | 35+2        | 17+2        | 0+0         | 1               | 1               | 0               | -                 | -                 | -                 | -          | -          | -          | -                              | -                              | -                              | -                              | 38    | 20    | 0     |
| 2018-2019             | FSV Mayence           | Bundesliga            | 34          | 14          | 2           | 2               | 0               | 0               | -                 | -                 | -                 | -          | -          | -          | -                              | -                              | -                              | -                              | 36    | 14    | 2     |
| 2019-2020             | FSV Mayence           | Bundesliga            | 18          | 3           | 0           | -               | -               | -               | -                 | -                 | -                 | -          | -          | -          | -                              | -                              | -                              | -                              | 18    | 3     | 0     |
| 2020-2021             | FSV Mayence           | Bundesliga            | 15          | 7           | 1           | 2               | 3               | 0               | -                 | -                 | -                 | -          | -          | -          | -                              | -                              | -                              | -                              | 17    | 10    | 1     |
| Sous-total            | Sous-total            | Sous-total            | 67          | 24          | 3           | 4               | 3               | 0               | -                 | -                 | -                 | -          | -          | -          | -                              | -                              | -                              | -                              | 71    | 27    | 3     |
| 2020-2021             | Crystal Palace (prêt) | Premier League        | 7           | 1           | 0           | -               | -               | -               | -                 | -                 | -                 | -          | -          | -          | -                              | -                              | -                              | -                              | 7     | 1     | 0     |
| 2021-2022             | Crystal Palace (prêt) | Premier League        | 22          | 5           | 1           | 5               | 2               | 0               | 1                 | 0                 | 0                 | -          | -          | -          | -                              | -                              | -                              | -                              | 28    | 7     | 1     |
| 2022-2023             | Crystal Palace        | Premier League        | 29          | 2           | 0           | 1               | 0               | 0               | 2                 | 0                 | 0                 | -          | -          | -          | -                              | -                              | -                              | -                              | 32    | 2     | 0     |
| 2023-2024             | Crystal Palace        | Premier League        | 35          | 16          | 5           | 2               | 0               | 0               | 2                 | 3                 | 0                 | -          | -          | -          | -                              | -                              | -                              | -                              | 39    | 19    | 5     |
| 2024-2025             | Crystal Palace        | Premier League        | 37          | 14          | 2           | 5               | 0               | 1               | 4                 | 3                 | 1                 | -          | -          | -          | -                              | -                              | -                              | -                              | 46    | 17    | 4     |
| 2025-2026             | Crystal Palace        | Premier League        | 1           | 0           | 0           | -               | -               | -               | -                 | -                 | -                 | 1          | 1          | 0          | -                              | -                              | -                              | -                              | 2     | 1     | 0     |
| Sous-total            | Sous-total            | Sous-total            | 131         | 38          | 8           | 13              | 2               | 1               | 9                 | 6                 | 1                 | 1          | 1          | 0          | -                              | -                              | -                              | -                              | 154   | 47    | 10    |
| Total sur la carrière | Total sur la carrière | Total sur la carrière | 263         | 94          | 14          | 19              | 6               | 1               | 10                | 9                 | 1                 | 1          | 1          | 0          | -                              | -                              | -                              | -                              | 293   | 110   | 16    |

## Palmarès

### En club
- Champion de France de National en 2017 avec La Berrichonne de Châteauroux.

- Vainqueur de la Coupe d'Angleterre en 2025 avec Crystal Palace.
- Vainqueur du Community Shield en 2025 avec Crystal Palace.

### En sélection nationale
- France olympique :
  -  Vice-champion aux Jeux olympiques de 2024.

## Décorations
- Chevalier de l'ordre national du Mérite (décret du 23 septembre 2024)[24]